# 柚木心結
柚木 心結（ゆのき みゆ、2006年1月13日 - ）は、北海道帯広市出身の女性フィギュアスケート選手（ペア）。元パートナーは市橋翔哉。京都両洋高等学校在学中。

## 経歴
3歳の時、帯広市にてスケートを開始。小学生になりフィギュアスケートの指導を本格的に受け始めた。2017年全日本ノービス選手権Aクラス10位。
拠点としていた帯広のリンクは4～7月の間使用することができず、リンクが閉鎖されていた小学6年生の春、中京大学にて行われたペアのトライアウトに参加。リフトに胸が躍りペア競技への思いを強くした。
2019年7月、市橋翔哉が三浦璃来とのペア解消を発表したことを受け市橋とのペア結成を希望するも、市橋が拠点を置く大阪は柚木が住む帯広から直線距離にして約1,100kmと遠く離れており、環境面でペアの結成は難しいものとなった。
2021年春、ペア競技への参加の可能性を求め、中学卒業と同時に関西に転居。濱田美栄コーチのもとでシングル選手として練習を積みながらパートナーを探すこととなった。
2021年4月、濱田コーチより市橋へ、ペア競技希望の女子選手として偶然にも柚木が紹介された。7月のトライアウトを経て9月にペアを結成し11月の西日本選手権でデビューとなった。

### 2022-23シーズン
9月、結成後初めての国際大会となるネーベルホルン杯に出場。ショートプログラム・フリースケーティングとも大きなミスなく終え最終順位は10位、国際大会デビュー戦にして四大陸選手権への出場に必要なミニマムスコアをクリアした。さらにフリーでは世界選手権出場のミニマムスコアをも上回った。
2022年11月21日、市橋と柚木のカップル解消がお互いのSNSで発表された。理由は市橋が一身上の都合により競技を続けることが難しくなったからだった。柚木はペア選手を継続、新たなパートナー探しから始める。

### 2024-25シーズン
2024年8月、トリスティン・テイラーと新カップルを結成。

## 主な戦績

### ペア
- 2022-2023シーズンまでは市橋翔哉とペア
- 2024-2025シーズンからはトリスティン・テイラーとペア

| 大会/年            | 2021-22  | 2022-23  | 2024-25  |
| 国際大会           | 国際大会 | 国際大会 | 国際大会 |
| ------------------ | -------- | -------- | -------- |
| 四大陸選手権       |          |          |          |
| CSネーベルホルン杯 |          | 10       |          |
| 国内大会           |          |          |          |
| 全日本選手権       | 1        |          | 4        |

### 詳細
| 2024-2025 シーズン    |                                              |         |         |          |
| 開催日                | 大会名                                       | SP      | FS      | 結果     |
| 2024年12月19日 - 22日 | 第93回全日本フィギュアスケート選手権（門真） | 4 46.75 | 4 80.06 | 4 126.81 |

| 2022-2023 シーズン   |                                              |          |          |           |
| 開催日               | 大会名                                       | SP       | FS       | 結果      |
| 2022年9月21日 - 24日 | 2022年ネーベルホルン杯（オーベルストドルフ） | 11 48.09 | 10 92.37 | 10 140.46 |

| 2021-2022 シーズン    |                                                  |         |         |          |
| 開催日                | 大会名                                           | SP      | FS      | 結果     |
| 2021年12月22日 - 26日 | 第90回全日本フィギュアスケート選手権（さいたま） | 1 34.77 | 1 80.95 | 1 115.72 |

### 女子シングル
| 国内大会             | 国内大会 | 国内大会 | 国内大会 | 国内大会 | 国内大会 | 国内大会 |
| 大会/年              | 2016-17  | 2017-18  | 2018-19  | 2019-20  | 2020-21  | 2021-22  |
| -------------------- | -------- | -------- | -------- | -------- | -------- | -------- |
| 全日本ジュニア選手権 |          |          |          | 29       |          | 26       |
| 全日本ノービス選手権 | 10 B     | 10 A     | 30 A     |          |          |          |

- B - Bクラス
- A - Aクラス

## プログラム使用曲
| シーズン  | SP                                                     | FS                                                                | EX |
| --------- | ------------------------------------------------------ | ----------------------------------------------------------------- | -- |
| 2024-2025 | Tout l'univers 振付：Drew Meekins , Natalia Mishkuteno | 風の谷のナウシカ 振付：Natalia Mishkutenok                        |    |
| 2022-2023 | Black Car 曲：Leon Else 振付：キャシー・リード         | エクソジェネシス：交響曲第3部 曲：ミューズ 振付：キャシー・リード |    |
| 2021-2022 | Black Car 曲：Leon Else 振付：キャシー・リード         | エクソジェネシス：交響曲第3部 曲：ミューズ 振付：キャシー・リード |    |